# Margaret Todd
Margaret Georgina Todd (23 de abril de 1859 – 3 de setembro de 1918) foi uma médica e escritora escocesa. É reconhecida por ter cunhado o termo isótopo em 1913, como uma sugestão ao químico Frederick Soddy.

## Origens e educação
Margaret Georgina Todd nasceu em Kilrenny, Fife, Escócia, filha de James Cameron Todd e Jeannie McBain de Glasgow, tendo sido educada em Edimburgo, Glasgow e Berlim durante a sua infância e adolescência. Era irmã de James Cameron Todd, um cônego e mestre-escola anglicano, que fundou a escola Michaelhouse na África do Sul.
Em 1886, ingressou na Escola de Medicina para Mulheres de Edimburgo, após ouvir que o Colégio Real Escocês de Médicos e Cirurgiões havia aberto pela primeira vez os seus exames para o sexo feminino. Este feito tornou-a numa das primeiras alunas universitárias da Escócia. Demorou oito anos a concluir o curso de quatro anos. Durante esse período publicou o seu primeiro romance, Mona MacLean, Medical Student, usando o pseudônimo Graham Travers. O livro foi descrito pela revista Punch como "um romance com um propósito — nenhuma recomendação para um romance, especialmente quando o propósito selecionado é demonstrar a indispensabilidade das mulheres médicas".
Após se formar em 1894, fez o seu doutorado em Bruxelas.

## Carreira
Após concluir os seus estudos, trabalhou durante cinco anos como Assistente Médica no Hospital e Dispensário de Mulheres e Crianças de Edimburgo.
Dedicando-se inteiramente à escrita, publicou Fellow Travellers e Kirsty O' The Mill Toun em 1896, seguido por Windyhaugh em 1898, sempre usando seu pseudônimo masculino, embora a sua verdadeira identidade real fosse conhecida naquela época e mencionada em algumas críticas sobre os seus livros. Em 1906, os seus editores adicionaram "Margaret Todd, MD" entre parênteses após o seu pseudônimo.
Além de seis romances, também escreveu contos para revistas.

### Isótopos
Amiga da família do químico Frederick Soddy, então professor na Universidade de Glasgow, em 1913, durante uma reunião informal entre amigos, Soddy explicou a Margaret Todd a sua pesquisa sobre a radioatividade, mostrando que alguns elementos radioativos têm mais que uma massa atômica, e embora as propriedades químicas sejam idênticas, os átomos de massas diferentes ocupam o mesmo lugar na tabela periódica. Margaret sugeriu que tais átomos fossem chamados de isótopos, palavra grega para no mesmo lugar. O termo foi aceite e usado pelo químico, tornando-se na nomenclatura científica padrão. A sua pesquisa ganharia o Prêmio Nobel de Química em 1921.

## Vida pessoal
Presume-se que Margaret Todd tenha tido um relacionamento romântico com a Dra. Sophia Jex-Blake, fundadora da universidade e local de trabalho da escritora escocesa. Após a aposentadoria de Jex-Blake em 1899, ambas se mudaram para Windydene, Mark Cross, onde Margaret escreveu The Way of Escape (1902) e Growth (1906). Após a morte de Jex-Blake, escreveu The Life of Dr Sophia Jex-Blake (1918), assinando a obra com o seu próprio nome, descrevendo a luta das mulheres no século XIX para ingressar na profissão médica. O jornal The Times descreveu-o como "quase demasiado laboriosamente minucioso para o leitor em geral" mas recebeu elogios noutras publicações.

## Morte e legado
Faleceu aos 59 anos, três meses após a publicação do seu último livro sobre Jex-Blake.
De acordo com algumas fontes, morreu por suicídio; no entanto o seu obituário no The Times afirma apenas que ela faleceu em uma casa de repouso em Londres. Após a sua morte, uma bolsa de estudos foi criada em seu nome na LSMW. No seu testamento, deixou £ 3.000 para ser usado para promover o avanço das mulheres na medicina.

## Trabalhos selecionados
- Graham Travers. Mona Maclean, estudante de medicina (Edimburgo e Londres: William Blackwood and Sons, 1892).
- Companheiros de viagem[11] (1896)
- Kirsty O'The Mill Toun (1896) - O Moinho de Toun (1896)
- (1899)
- O Caminho da Fuga[12] (1902)
- Crescimento (1906) [13]
- A Vida de Sophia Jex-Blake (1918) [14]

### Atribuição
- Wanamaker, John (1902). «Book News Biographies». Book News. 20 Public domain ed. [S.l.]: John Wanamaker - brief biographical information for Margaret Todd